# 沙里夫·沙里福夫
沙里夫·奈德加贾沃维奇·沙里福夫（俄语：Шариф Наидгаджавович Шарифов，1988年11月11日—）生于前苏联达吉斯坦共和国恰罗达区古努赫，是一名阿塞拜疆摔跤运动员。他拥有阿瓦尔血统。他在2000年时开始练习摔跤。他曾获得2012年伦敦奥运摔跤男子自由式84公斤级冠军及2016年里约奥运摔跤男子自由式86公斤级季军。